# روبرت أوريك
روبرت أوريك (بالإنجليزية: Robert Urich )‏ (و. 1946 – 2002 م) هو ممثل أفلام، وممثل مسرحي، وممثل تلفزي أمريكي، ولد في تورونتو، توفي في ثاوزند أوكس، كاليفورنيا، عن عمر يناهز 56 عاماً، بسبب سرطان.
.

## التعليم
تعلم في جامعة ولاية فلوريدا، وجامعة ولاية ميشيغان.

## وصلات خارجية
- روبرت أوريك على موقع IMDb (الإنجليزية)
- روبرت أوريك على موقع ألو سيني (الفرنسية)
- روبرت أوريك على موقع أول موفي (الإنجليزية)
- روبرت أوريك على موقع قاعدة بيانات برودواي على الإنترنت (الإنجليزية)
- روبرت أوريك على موقع قاعدة بيانات الأفلام السويدية (السويدية)
- روبرت أوريك على موقع إن إن دي بي (الإنجليزية)
- روبرت أوريك على موقع قاعدة بيانات الفيلم (الإنجليزية)
- روبرت أوريك على موقع كينوبويسك (الروسية)